# Nova Gorica
Nova Gorica este un oraș din Slovenia, cu o populație de 13.021 de locuitori (în 2023). În 2025 este capitală culturală europeană, împreună cu orașul învecinat Gorizia și cu Chemnitz.

## Monumente
- Mănăstirea Kostanjevica⁠(en)[traduceți], cu mormântul regelui Carol al X-lea al Franței

## Personalități născute aici
- Boris Kalin (1905 - 1975), sculptor.

## Imagini

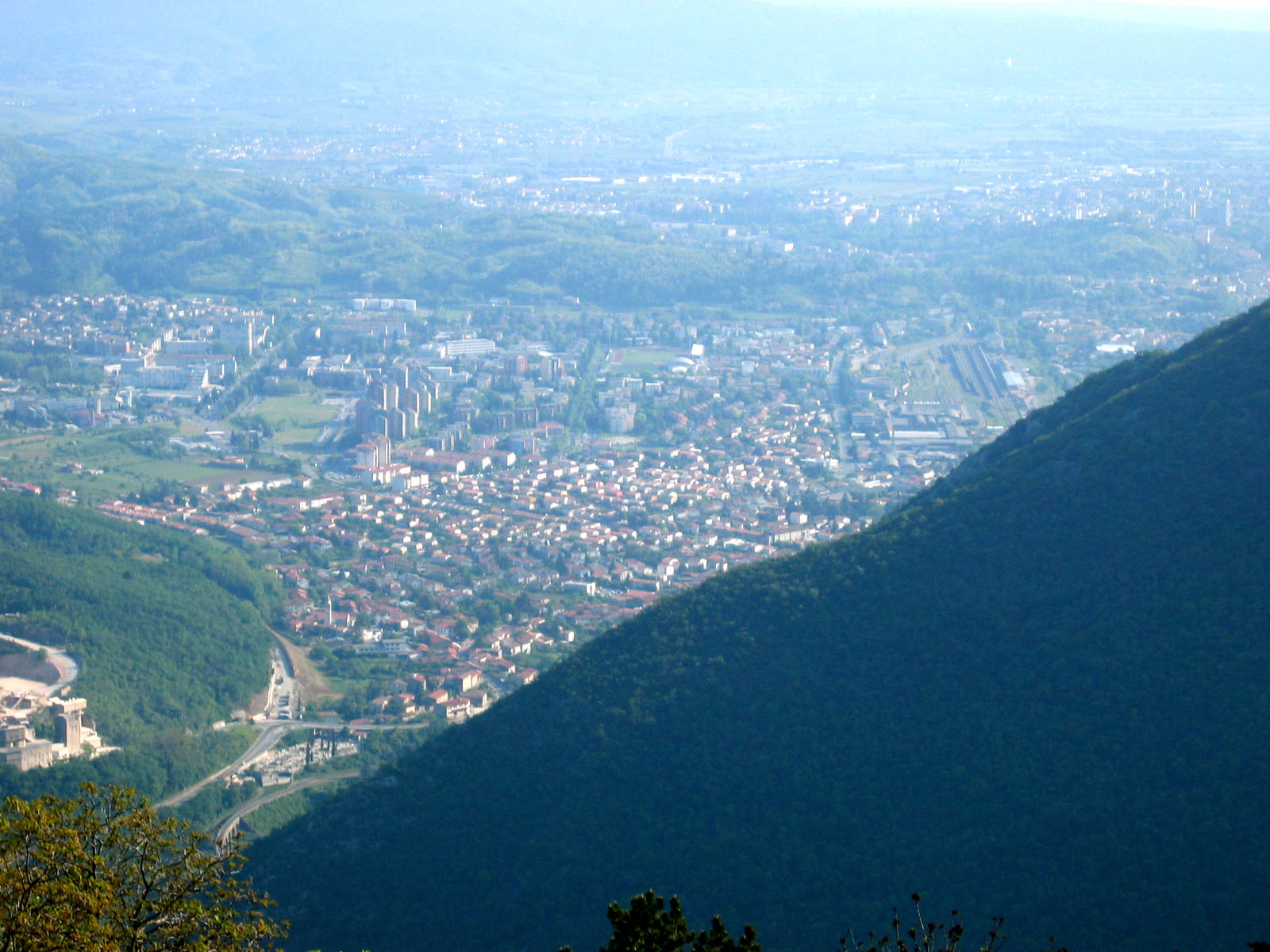
Nova Gorica (vedere de pe Sveta Gora)